# Kitty Aldridge
Kitty Aldridge (9 maggio 1962) è un'attrice e scrittrice britannica.
Si è diplomata al Drama Centre di Londra. Nel 1997 ha sposato il chitarrista, cantautore e compositore Mark Knopfler.

## Filmografia

### Cinema
- Camera con vista (A Room with a View), regia di James Ivory (1986)
- Maurice, regia di James Ivory (1987)
- American Roulette, regia di Maurice Hatton (1988)
- Slipstream, regia di Steven Lisberger (1989)
- Divorcing Jack, regia di David Caffrey (1998)

### Televisione
- Paradise Club - serie TV (1989-1990)
- Cadfael - I misteri dell'abbazia (Cadfael) - serie TV (1994-1996)

## Opere
- 2001 – Pop, ISBN 0099428326
- 2007 – Cryers Hill, ISBN 0099506181
- 2011 – Arrivederci Les (racconto)
- 2012 – A Trick I Learned from Dead Men, ISBN 0224096435

## Premi e riconoscimenti
- 2011 – Bridport Short Story Prize, per Arrivederci Les